# John French Sloan

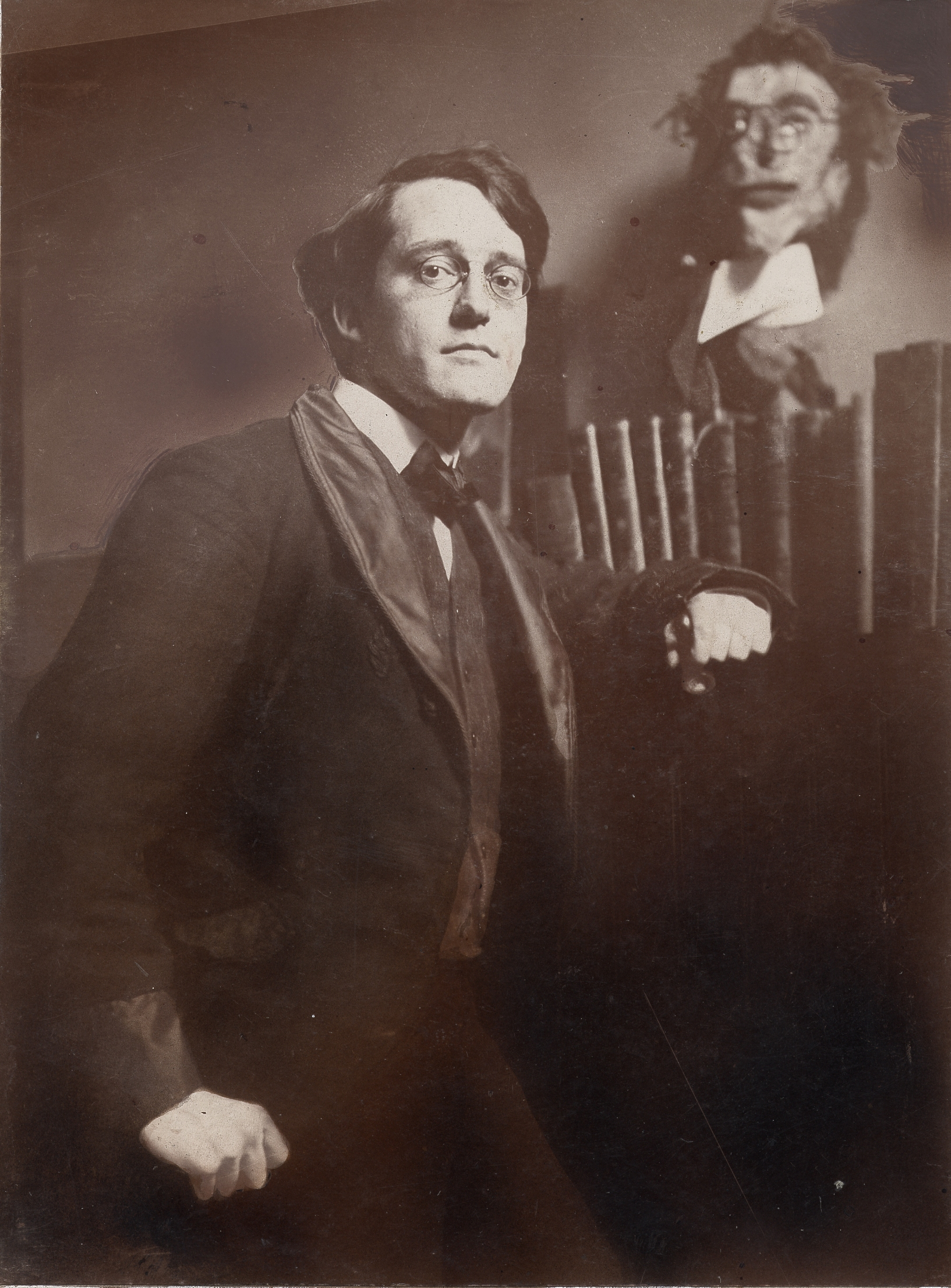
John Sloan, 1891

John French Sloan (Lock Haven, 2 augustus 1871 – Hanover, 7 september 1951) was een Amerikaans kunstschilder en graficus. Zijn werk wordt gerekend tot het Amerikaans realisme. Hij behoorde tot de Ashcan School.

## Leven en werk
Sloan was de zoon van een timmerman en een onderwijzeres. Zijn vader was een fanatiek amateurschilder. Sloan volgde tekencursussen aan de Pennsylvania Academy of the Fine Arts in Philadelphia, waar hij zijn latere mentor Robert Henri ontmoette. Op zijn twintigste werd hij illustrator bij dagblad ‘The Philadelphia Inquirer’.
In 1902 huwde Sloan Dolly (Anna Maria) Wall en verhuisde naar New York. Hij opende een atelier in Chelsea en schilderde hoofdzakelijk scènes uit het New Yorkse leven van alledag. In 1906 werd hij docent aan de New York School of Art, waar George Bellows en Edward Hopper tot zijn leerlingen behoorden. In 1913 was hij lid van het organisatiecomité van de Armory Show, waar hij ook zelf werken exposeerde.
Sloans werk werd sterk beïnvloed door kunstenaars als Vincent van Gogh, Pablo Picasso en Henri Matisse. Uiteindelijk ontwikkelde hij een eigen stijl die later wel Amerikaans realisme werd genoemd, met zijn leerling Hopper als belangrijkste exponent. Sloan was zelf lid van de Ashcan School, waar de belangrijkste realistische schilders van het Amerikaanse stadsleven elkaar vonden. De groep rebelleerde vooral tegen de academische kunst en richtte zich op de 'vulgariteit van het grauwe leven van alledag'. In 1913 hield de Ashcan-groep een spraakmakende gezamenlijke tentoonstelling in New York. Veel van Sloans heeft een sociale ondertoon. Opvallend in zijn werk is het gebruik van het raam als venster naar een andere werkelijkheid, zoals ook Hopper dat later veelvuldig zou doen.
Vanaf 1920 werkte Sloan in de New Yorkse wijk Greenwich Village. De laatste jaren van zijn leven bracht hij door in Gloucester, Massachusetts en in Santa Fe, New Mexico. Hij overleed in 1951, 80 jaar oud.

## Galerij

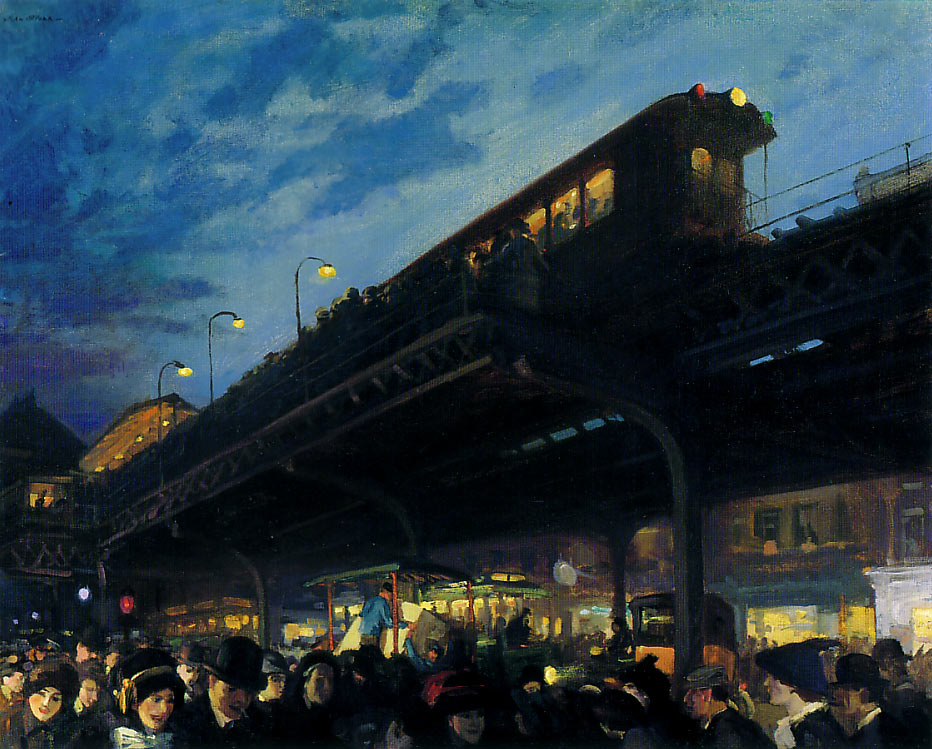
Six o´clock, winter
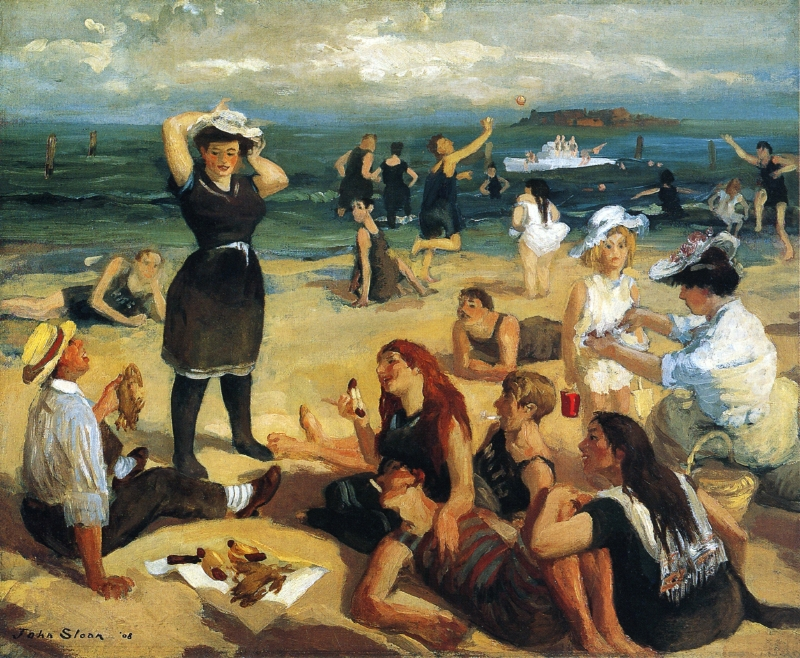
South Beach Bathers
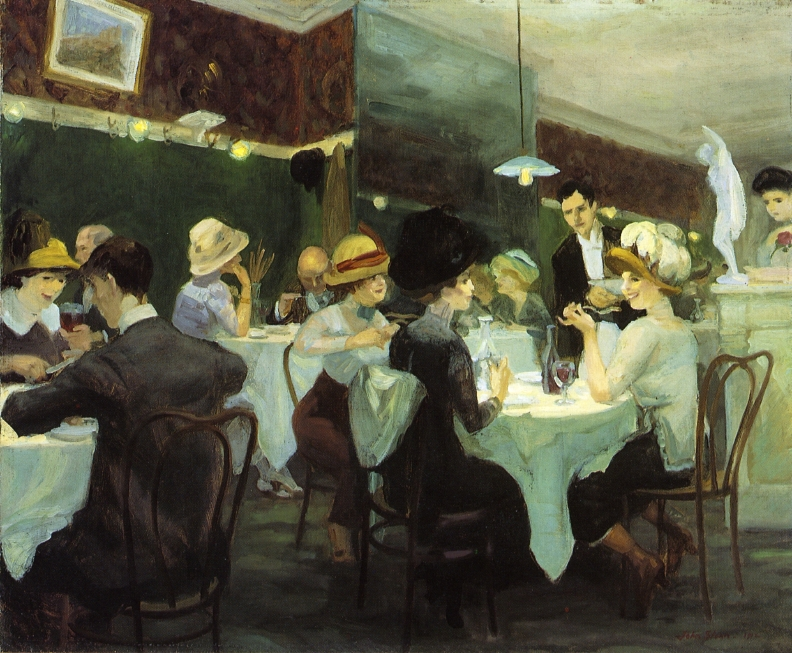
Renganeschi's Saturday Night
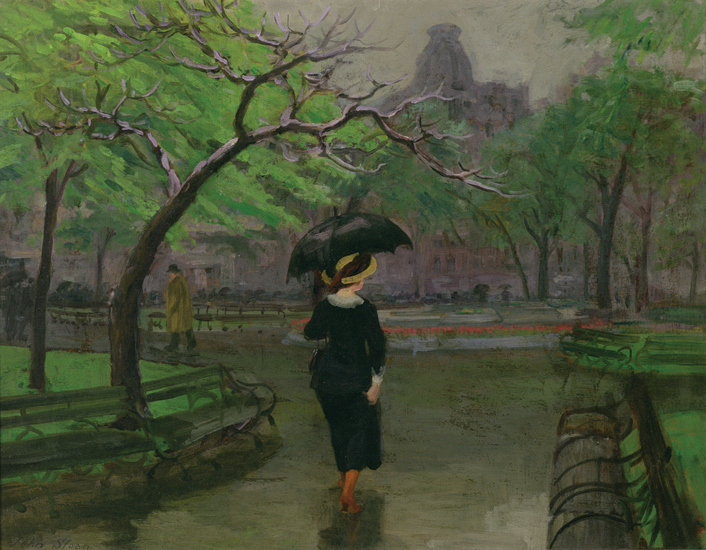
Spring-Rain
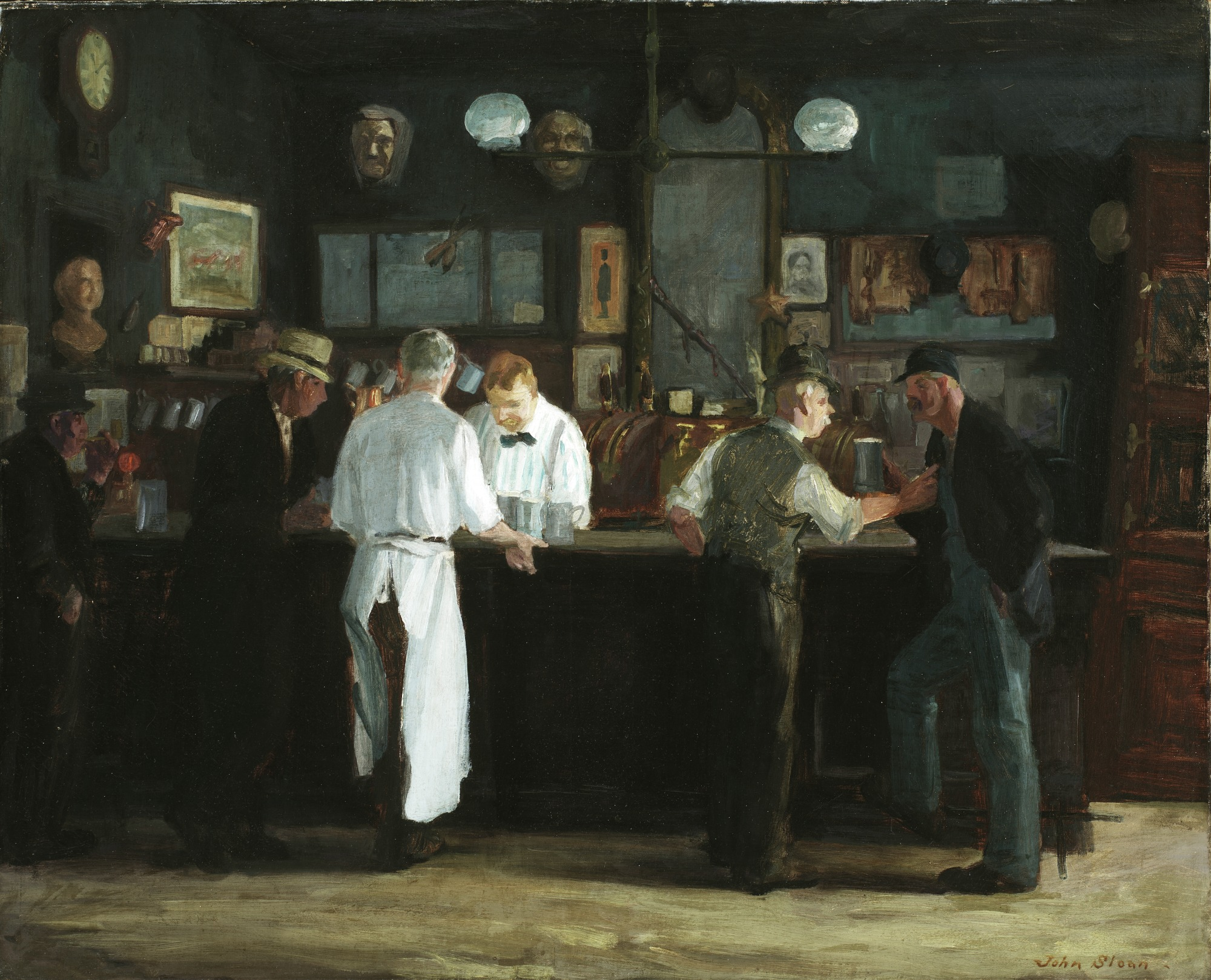
McSorley's Bar
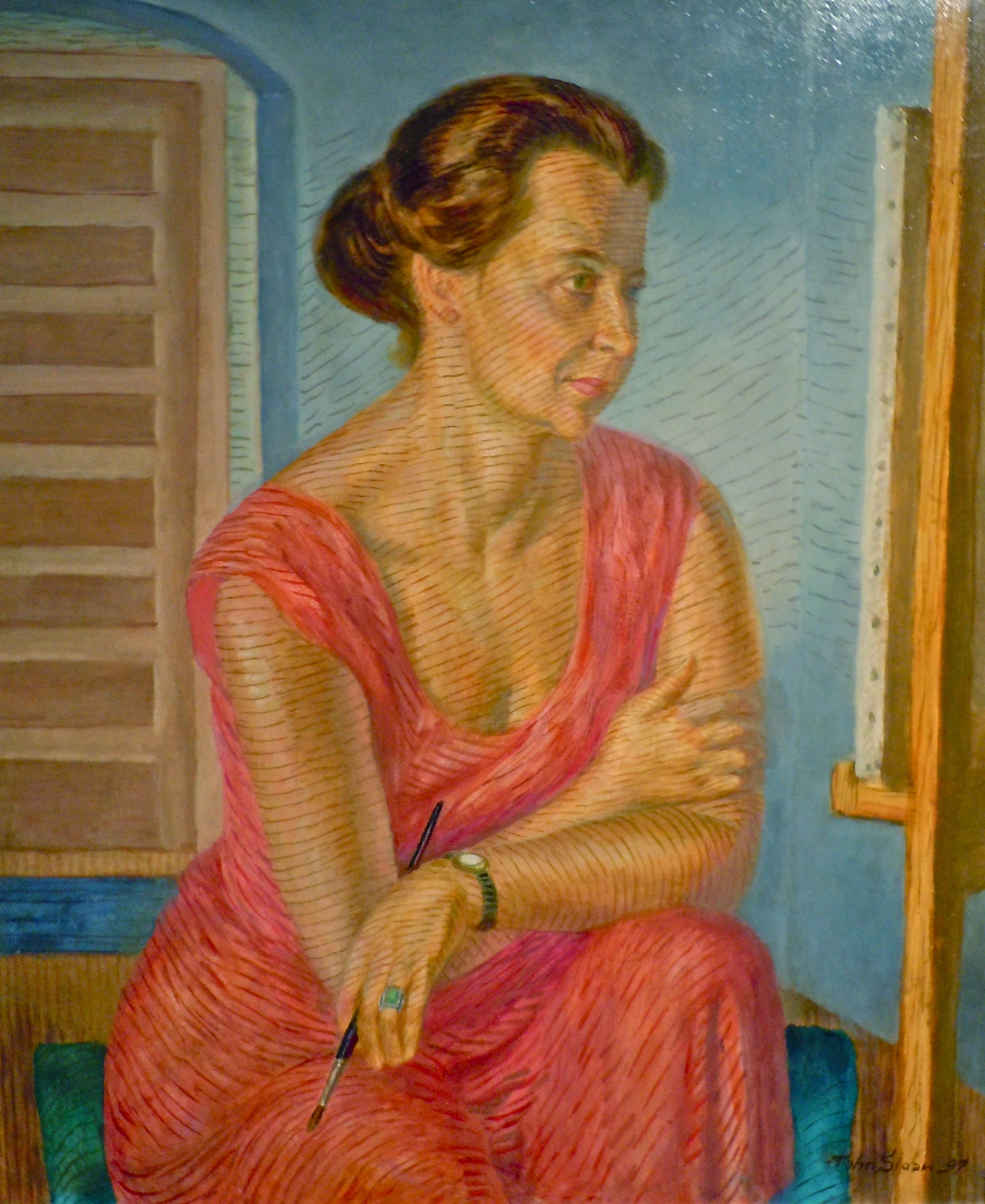
Helen at the easel, Sloans tweede vrouw
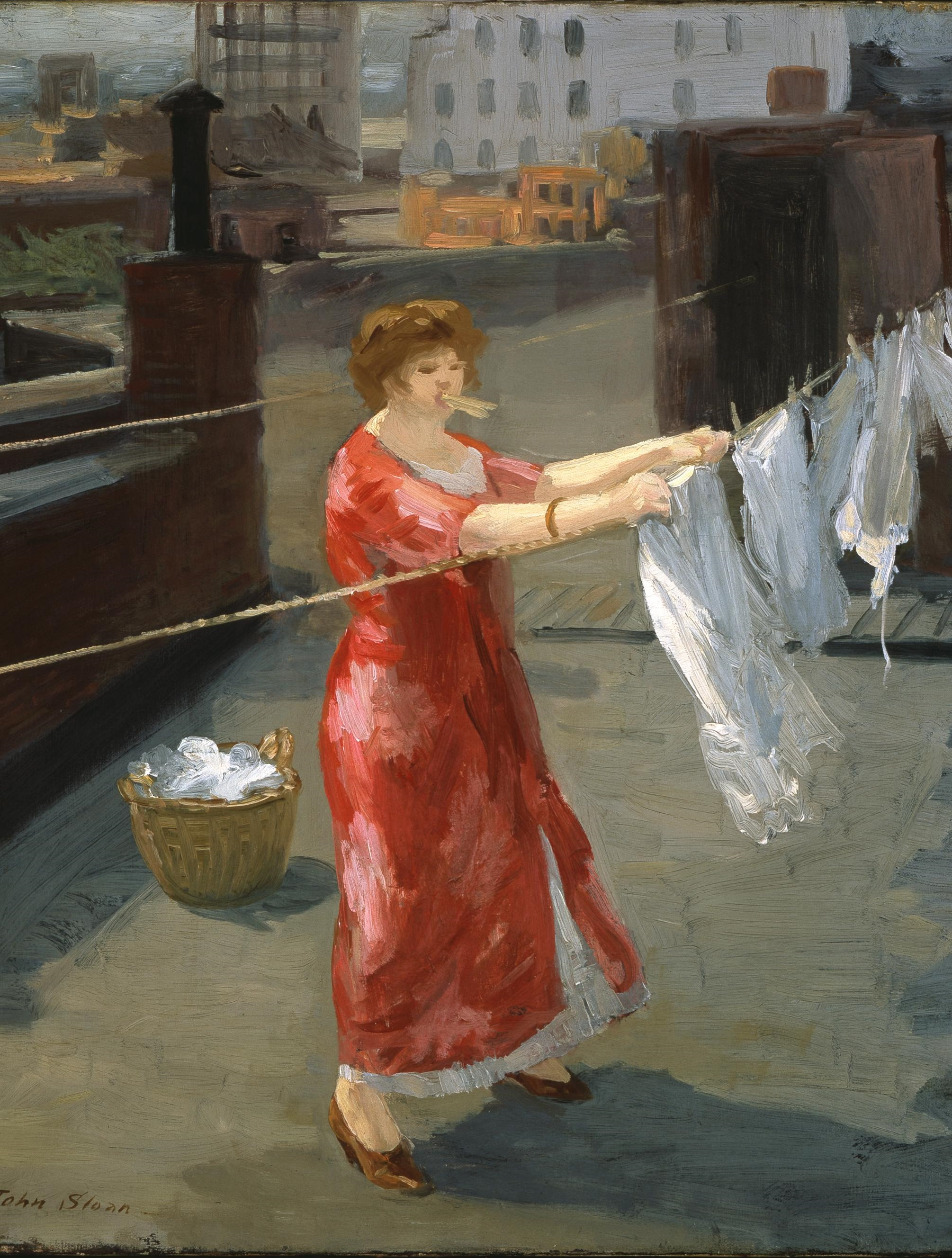
Red Kimono on the Roof
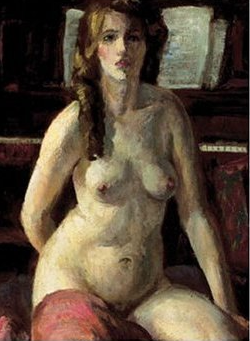
Blonde Nude
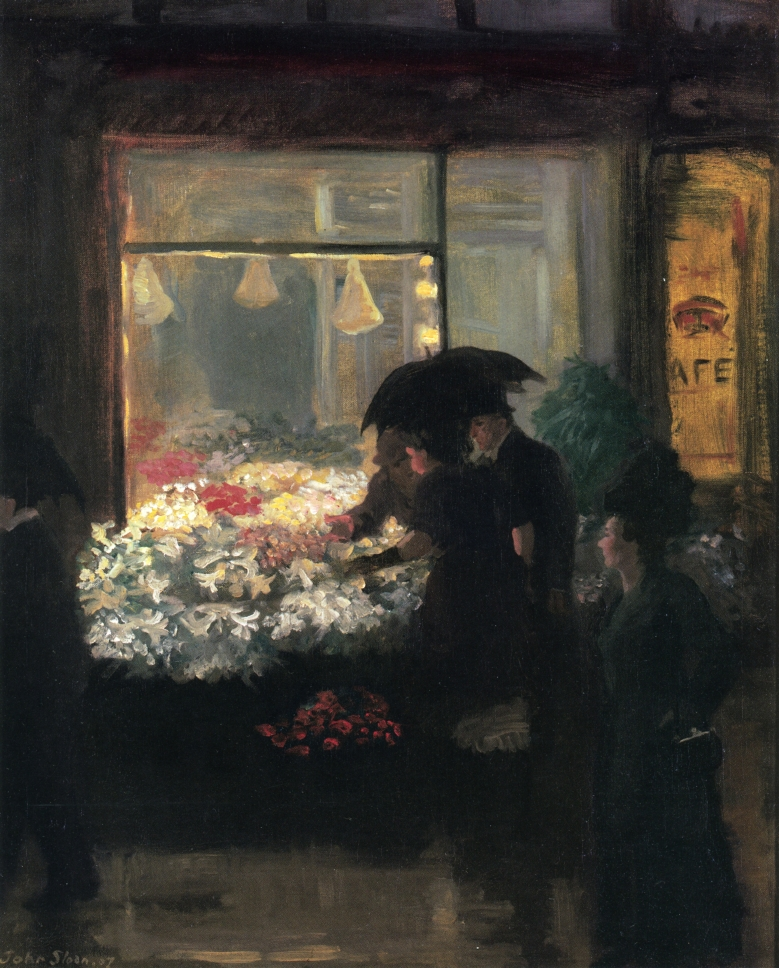
Easter Eve
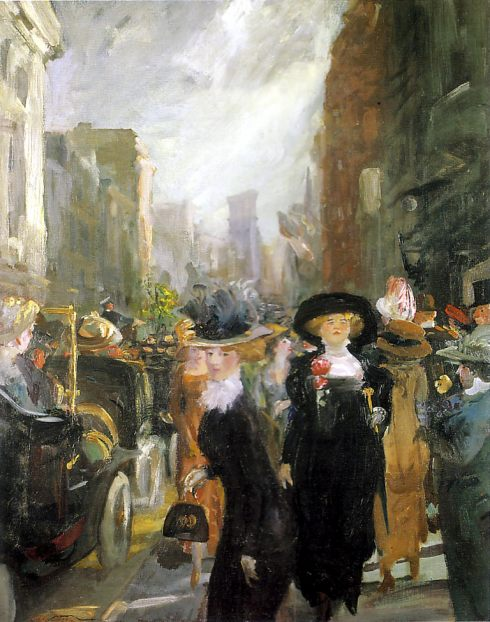
Fifth Avenue, New York)